# Pschawi-Aragwi
Der Pschawi-Aragwi (georgisch ფშავის არაგვი, Pschawis Aragwi) ist ein linker Nebenfluss des Aragwi in der georgischen Region Mzcheta-Mtianeti.
Der Pschawi-Aragwi entspringt am Südhang des Hauptkamms des Großen Kaukasus. Er fließt anfangs in südlicher, später in westlicher Richtung bis zur Einmündung des Chewsureti-Aragwi. Anschließend wendet er sich nach Süden und erreicht nach weiteren 30 km das nordöstliche Ende des Schinwali-Stausees. Das Kartlische Gebirge erhebt sich entlang dem kompletten Flusslauf am linken Flussufer. Das Flusstal des Pschawi-Aragwi bildet die historische Region Pschawi.
Der Pschawi-Aragwi hat eine Länge von 56 km. Er entwässert ein Areal von 946 km². Der mittlere Abfluss beträgt 22,5 m³/s.